# Magnus Svensson
Magnus Svensson es un futbolista nacido el 3 de octubre de 1969 en Vinberg, Suecia.

## Biografía
Magnus empezó su carrera profesional en el Halmstads BK en 1994. Permaneció allí hasta que cuatro años después, en 1998, decide emigrar a Noruega para jugar en el Viking FK. En el 2000 ficha por el Brondby danés. En 2002, decide volver al club de donde salió, el Halmstads BK.
En 2006, fue el último año de Svensson jugando en fútbol, retirándose del deporte en ese año y mudándose a su ciudad natal al año siguiente.
Ha jugado un total de 32 partidos con la selección de Suecia, marcando 2 goles. Con la selección ha participado en la Eurocopa 2000 y en el Copa Mundial de Fútbol de 2002 en Corea y Japón hasta su retiro de la selección en 2003.

## Clubes
- 1994/97 Halmstads BK
- 1998/99 Viking FK
- 1999/02 Brondby
- 2002/06 Halmstads BK